# Elk Valley Park
Elk Valley Park är en park i Kanada.   Den ligger i provinsen British Columbia, i den södra delen av landet, 3 000 km väster om huvudstaden Ottawa. Elk Valley Park ligger 1 058 meter över havet.
Terrängen runt Elk Valley Park är bergig västerut, men österut är den kuperad. Elk Valley Park ligger nere i en dal. Trakten runt Elk Valley Park är nära nog obefolkad, med mindre än två invånare per kvadratkilometer.. Närmaste större samhälle är Sparwood, 13,8 km norr om Elk Valley Park.
I omgivningarna runt Elk Valley Park växer i huvudsak barrskog.